# フランツ・シェルヴァー
フランツ・シェルヴァー（Franz Joseph Schelver、1778年7月24日 - 1832年11月30日）はドイツの医師、植物学者、自然哲学者である。フランツ・アントン・メスメルの動物磁気説を支持した医師、学者の一人である。

## 略歴
ニーダーザクセン州のオスナブリュックに法律家の息子に生まれた。1796年からイェーナ大学で医学を学んだ。当時のイェーナ大学では医学のアウグスト・バッシュ(August Batsch)、ローダー(Justus Christian Loder)、フーフェラント（Christoph Wilhelm Hufeland）がいて、ヨハン・ゴットリープ・フィヒテが自然哲学の講義を行っていた。1797年からゲッティンゲン大学でブルーメンバッハ、リヒター、グメリンらのもとで博物学を学び、1798年に学位を得た。オスナブリュックで医師を開業した後、1801年からハレ大学の講師、1803年からイェーナの医学校の准教授となった。イェーナでは自然哲学者のフリードリヒ・シェリングやゲーテの友人となった。イェーナの植物園の園長も務めた。1906年からハイデルベルク大学の医学の教授になり、1812年と1819年には学部長も務め、植物園の園長でもあった。
観念論的自然哲学を代表する人物の一人で、ヤーコプ・ベーメやシェリングの哲学から影響を受けた。メスメルの動物磁気説の講義を行い、それに基づく治療を行ったことなどによって、1920年代には批判の対象になった。
1816年にドイツ科学アカデミーレオポルディーナの会員に選ばれた 。ゴマノハグサ科の植物の属名、Schelveria Nees, 1827はシェルヴァーへの献名であると考えられる。

## 著作

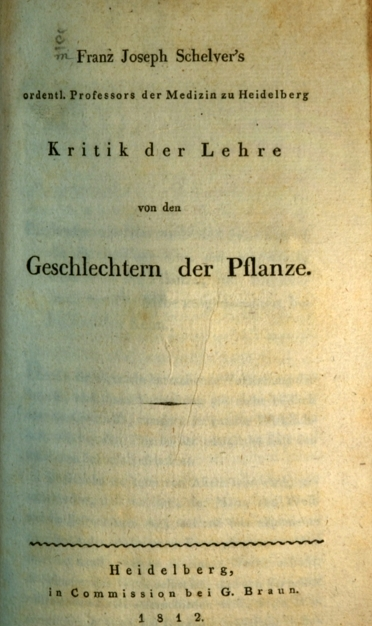
Kritik der Lehre von den Geschlechtern der Pflanze (1812)

- Versuch einer Naturgeschichte der Sinneswerkzeuge bey den Insecten und Würmern, Johann Christian Dieterich, Göttingen 1798 Google Books
- Elementarlehre der organischen Natur, Erster Theil Organomie, Johann Christian Dieterich, Göttingen 1800 Google Books
- Untersuchungen über die Menschen- und Kuhblattern, 1802
- Philosophie der Medicin, Frankfurt am Main 1809 Google Books
- Kritik der Lehre von den Geschlechtern der Pflanze, G. Braun, Heidelberg 1812 Google Books
- Erste Fortsetzung seiner Kritik der Lehre von den Geschlechtern der Pflanze, G. Braun, Carlsruhe und Heidelberg 1814 Google Books
- Von dem Geheimniße des Lebens, Frankfurt am Main 1815 Google Books
- mit August Henschel: Von der Sexualität der Pflanzen, Studien von Dr. August Henschel. Nebst einem historischen Anhange von Dr. F. J. Schelver, Breslau 1820 Google Books
- Lebens- und Formgeschichte der Pflanzenwelt, Joseph Engelmann, Heidelberg 1822 Google Books
- Zweite Fortsetzung seiner Kritik der Lehre von den Geschlechtern der Pflanze, G. Braun, Carlsruhe 1823 Google Books
- System der allgemeinen  Therapie im Grundsatze der magnetischen Heilkunst, Teil 1, 1831